# Vêpres marseillaises
Pour les articles homonymes, voir Vêpres (homonymie).
Les Vêpres marseillaises sont un mouvement xénophobe marseillais envers les Italiens qui pendant trois jours en 1881, furent l'objet de violences.

## Analogie historique
Ce nom fait référence aux Vêpres siciliennes : en 1282, les Français établis en Sicile furent massacrés et chassés du sol sicilien.

## Diaspora italienne
En 1881, environ 241 000 Italiens vivent en France. Au recensement de décembre 1881, la commune de Marseille comptait 57 900 Italiens, à elle seule, sur une population totale de 360 000 habitants, soit 16 % de cette population. À cette époque les Italiens ont la réputation d'accepter sans rechigner les travaux les plus durs, en faisant baisser les salaires.

## Déclenchement
Le traité du Bardo du 12 mai 1881 fait passer la tutelle de la Tunisie de l'Italie à la France. Le 17 juin 1881, les troupes françaises, de retour d'Afrique, sont acclamées par les Marseillais. Quelques coups de sifflet, que la foule attribue aux Italiens, la Tunisie faisant l'objet d'une concurrence entre l'impérialisme italien et français, mettent le feu aux poudres.

## Événement
Environ 15 000 Français essayèrent d'attaquer un club italien. S'ensuivirent quatre jours d'affrontements avec la réaction dure des Italiens, qui se termina par 3 morts, 21 blessés et 200 arrestations.
Quelques semaines après l'évènement, l'économiste Paul Leroy-Beaulieu affirme que les ouvriers marseillais, au lendemain des troubles, avaient réclamé de leurs patrons « l'expulsion en masse de tous les Italiens employés sur les mêmes chantiers ».
Ces violences s'inscrivent dans un contexte de xénophobie de certains ouvriers français : entre 1867 et 1893, 89 incidents xénophobes sont répertoriés dont 67 qui opposent les populations ouvrières françaises et italiennes.